# کارلمان باواریایی
کارلمان باواریایی(آلمانی:Karlmann، فرانسوی:Carloman de Bavière، لاتین:Karlomannus)(زادهٔ ۸۳۰- مرگ ۲۹ سپتامبر ۸۸۰) بزرگترین پسر لوئی ژرمن بود. وی از ۸۷۶ میلادی شاه بایرن، و از ۸۷۷ تا ۸۷۹-که عزل شد- شاه ایتالیا بود.
او در ۸۶۱ بر پدر شورید و به زودی برادرانش نیز از او تبعیت نمودند. لوئی ژرمن زیر فشار قرار گرفت تا سرزمینش را میان پسرانش بخش کند. به کارلمان وعدهٔ فرمانروایی بر بایرن -که پیشتر هم زیر فرمان او بود- داده شد. به لوئی کهتر زاکسن به علاوهٔ فرانکونی و تورینگن و به شارل فربه هم سواب و رتی می‌رسید.
در ۸۷۶ لوئی ژرمن مرد و پسرهایش به سرزمین‌هایی که می‌خواستند رسیدند. در ۸۷۷ و با مرگ شارل تاس شاه فرانک باختری فرمانروایی بر ایتالیا هم از آن کارلمان شد. ولی در ۸۷۹ سکته مغزی وی را زمین‌گیر نمود و سرزمین‌های زیر فرمانش میان فرزندانش بخش‌شد.